# 陳泰來 (萬曆進士)
陳泰來（1559年—1593年），字上交，一字伯符，號員嶠，浙江嘉興府平湖縣人，民籍，明朝政治人物、诗人。

## 生平
生於明世宗嘉靖三十八年（1559年）十月二十七日。浙江鄉試第六十九名。萬曆五年（1577年）丁丑科會試第三十五名，殿试成三甲第一百二十七名進士，年僅十九歲，授顺天府教授，进国子博士。后迁升為礼部员外郎，萬曆二十一年（1593年）三月因赵南星京察一事牽連，貶為饒平典史。萬曆二十一年（1593年）十月去世，得年僅三十五。天啟年間，赠光禄少卿。著有《员峤集》，冯梦桢选《陈伯符诗集序》。《明史》卷二百三十一有傳。

## 家族
曾祖父陳諫；祖父陳善道，曾任府同知；父親陳二典。母王氏。

## 延伸阅读
[在维基数据编辑]
 《明史卷二百七十八》，出自《明史》